# Agaricus impudicus
Agaricus impudicus là một loài nấm trong chi Agaricus.

## Tên đồng nghĩa
Các tên đồng nghĩa của loài này gồm:
- Agaricus brunnoleus (J. Lange) Pilát
- Agaricus koelerionensis (Bon) Bon 1980
- Agaricus reae Bon 1981
- Agaricus variegans F.H. Møller 1952
- Agaricus variegatus (F.H. Møller) Pil�t 1951
- Psalliota impudica Rea 1932
- Psalliota variegata F.H. Møller 1950
- Psalliota variegata var. koelerionis Bon 1972